# Entscheidung zum Rechtsnormcharakter des Gleichberechtigungssatzes
Das als Entscheidung zum Rechtsnormcharakter des Gleichberechtigungssatzes, Entscheidung zur unmittelbaren Anwendbarkeit des Gleichberechtigungssatzes oder Gleichberechtigungsurteil bekannte Urteil vom 18. Dezember 1953 war das erste Urteil des Bundesverfassungsgerichts zur Gleichberechtigung. Mit Ablauf der in Artikel 117 Abs. 1 Grundgesetz definierten Frist waren am 1. April 1953 diejenigen Normen des Bürgerlichen Gesetzbuchs außer Kraft gesetzt worden, die dem Gleichberechtigungsgrundsatz (Artikel 3 Abs. 2 Grundgesetz) entgegenstanden. Da der Gesetzgeber innerhalb der Frist keine entsprechenden neuen Gesetze erlassen hatte, standen die Gerichte nun vor der Aufgabe, bei Entscheidungen zu prüfen, ob die anzuwendenden Gesetze verfassungskonform waren, und ggf. rechtschöpferisch tätig zu werden.
Einige Gerichte zweifelten jedoch an der Wirksamkeit des Gleichberechtigungsgrundsatzes nach Ablauf der Frist. Das Oberlandesgericht Frankfurt setzte die Entscheidung in einem Verfahren aus und legte dem Bundesverfassungsgericht die Frage vor, ob nicht der Artikel 117 Abs. 1 gegen übergeordnete Grundsätze der Rechtssicherheit verstoße und insoweit nichtig sei. Das Bundesverfassungsgericht wies dieses Ansinnen zurück und beschied, dass der Gleichberechtigungsgrundsatz eine echte Rechtsnorm sei. Das Gericht stellte fest, dass die durch den Fristablauf entstandene Lücke im bürgerlichen Recht von den Gerichten im Geist der Verfassung zu schließen sei. Die Folgenlosigkeit des Gleichberechtigungsgrundsatzes im Grundgesetz war mit diesem Urteil abgewendet.

## Vorgeschichte

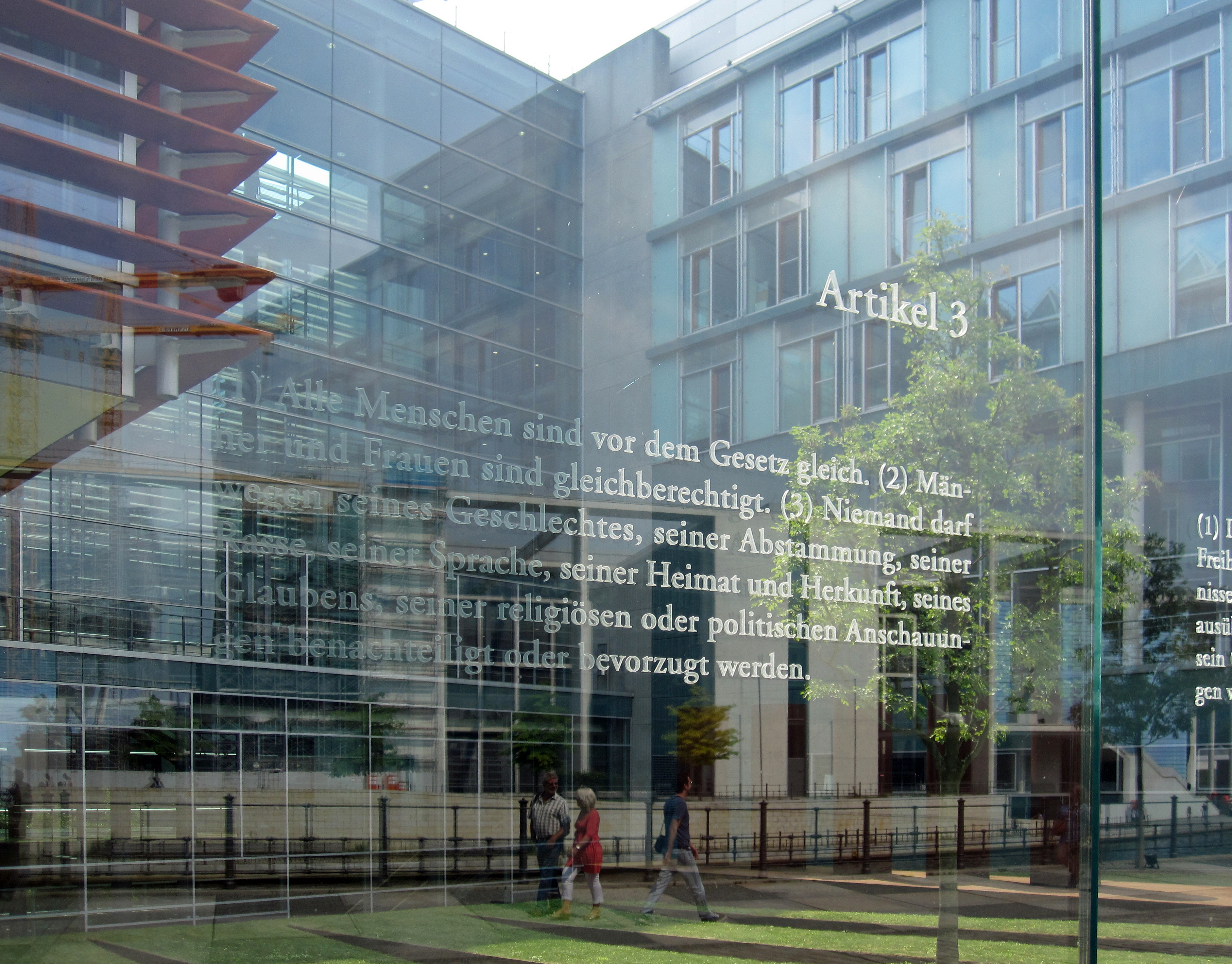
Artikel 3 GG in seiner ursprünglichen Fassung vom 23. Mai 1949 – eine Arbeit von Dani Karavan an den Glasscheiben zur Spreeseite beim Jakob-Kaiser-Haus des Bundestags in Berlin

Im Zuge der Beratungen des Grundgesetzes hatte vor allem die Kasseler Juristin Elisabeth Selbert den Gleichberechtigungsgrundsatz (Artikel 3 Abs. 2) im Grundgesetz durchgesetzt: „Männer und Frauen sind gleichberechtigt.“ Im Parlamentarischen Rat war bekannt, dass wesentliche Teile des Bürgerlichen Gesetzbuches (BGB) von 1900, gegen das die Frauen damals Sturm gelaufen waren, damit verfassungswidrig würden, denn das BGB war einem paternalistischen Gesellschaftsmodell verpflichtet. Ein „Rechtschaos“ wurde befürchtet. Um die damit verbundenen Vorbehalte zu überwinden, hatte Selbert Artikel 117 Abs. 1 vorgeschlagen: „Das dem Artikel 3 Abs. 2 entgegenstehende Recht bleibt bis zu seiner Anpassung an diese Bestimmung des Grundgesetzes in Kraft, jedoch nicht länger als bis zum 31. März 1953.“ In dieser Form war das Grundgesetz 1949 in Kraft getreten.
Auf dem 38. Juristentag in Frankfurt im Jahr darauf standen die notwendigen Reformen des Ehe- und Familienrechts im Zentrum der Debatte. Unter Juristen und Juristinnen war die Meinung geteilt. Insbesondere § 1354 (Gehorsamsparagraph) und § 1628 des BGB waren strittig. Entsprechend § 1354 hatte der Ehemann das alleinige Entscheidungsrecht in allen das gemeinschaftliche Leben betreffenden Angelegenheiten. Die Ehefrau war grundsätzlich zu Gehorsam verpflichtet, außer sie konnte einen Missbrauch des ehemännlichen Entscheidungsrechts nachweisen. § 1628 regelte die elterliche Gewalt. Der Vater hatte danach das Letztenscheidungsrecht in strittigen Fragen der Kindererziehung. Die Juristin Erna Scheffler hielt auf dem Juristentag ein viel beachtetes Referat, in dem sie herausstellte, dass gerade im Ehe- und Familienrecht die Gleichberechtigung mit der patriarchalen Stellung des Mannes zusammenpralle. Gerade das, so führte sie aus, machte den „gefühlsmäßigen Widerstand der Männer am größten“. Scheffler und andere befürworteten die ersatzlose Streichung des ehemännlichen und väterlichen Entscheidungsrechts, andere wollten Ehemann und Vater das Letztentscheidungsrecht lassen und eine dritte Gruppe wollte nur das ehemännliche Entscheidungsrecht streichen, aber das väterliche belassen. 1970 schrieb Scheffler über den Frankfurter Juristentag, er sei ein „Wahrzeichen der Wandlung“ gewesen, bei dem noch einmal „in der Diskussion alle Argumente gegen die Gleichordnung der Frau“ aufgewärmt worden seien, „aber sie hatten keine Kraft mehr“. Ein Jahr nach dem Juristentag wurde Scheffler als erste Frau als Richterin in das Bundesverfassungsgericht berufen.
In der ersten Legislaturperiode des Deutschen Bundestages von 1949 bis 1953 wurden zwar mehrere Entwürfe für das sogenannte Gleichberechtigungsgesetz vorgelegt, mit dem das Ehe- und Familienrecht an das Grundgesetz, insbesondere Artikel 3 Abs. 2, angepasst werden sollte. Doch die Parteien konnten sich nicht einigen. Am 1. April 1953 traten alle Normen und Gesetze außer Kraft, die mit dem Gleichberechtigungsgrundsatz in Widerspruch standen. Eine bis heute „einmalige Lage“ in der Rechtsgeschichte der Bundesrepublik war entstanden: Richter und Richterinnen standen vor der Aufgabe, bei Entscheidungen zu prüfen, ob die anzuwendenden Gesetze verfassungskonform waren, und ggf. rechtschöpferisch tätig zu werden. Dabei löste die „augenscheinliche Nähe zur Tätigkeit des Gesetzgebers“ eine Debatte über „Reichweite und Möglichkeiten des richterlichen Umgangs mit dem Gesetz“ aus.
Etliche Gerichte kamen der gesetzten Aufgabe nach und sprachen ohne verbindliches Gesetz Recht. Einige Gerichte hielten den so an sie gerichteten Auftrag für verfassungswidrig und vertraten die Ansicht, Artikel 3 Abs. 2 sei mangels gesetzlicher Umsetzung noch nicht geltendes Recht und könne nur als Programmauftrag für den Gesetzgeber bzw. als politischer, nicht rechtlicher Begriff aufgefasst werden. Diese Auffassung wurde teilweise auch in der rechtswissenschaftlichen Literatur vertreten.

## Sachverhalt
Im April 1953 sollte das Oberlandesgericht (OLG) Frankfurt ein Ehescheidungsverfahren entscheiden. Die Ehefrau hatte einen Vorschuss von ihrem Ehemann für die Prozesskosten verlangt, was ihr nach den bisherigen Regelungen des BGB zugestanden hätte. Gegen den ablehnenden Beschluss des Landgerichts legte die Ehefrau beim Oberlandesgericht Frankfurt Beschwerde ein. Doch das Oberlandesgericht sah die BGB-Regelung, die der Ehefrau den Prozesskostenvorschuss verschafft hätte, im Widerspruch zum Gleichberechtigungsgrundsatz, der seit dem 1. April 1953 gelten sollte. Das Oberlandesgericht beschloss daher am 22. April 1953, die Entscheidung auszusetzen und die Sache mit Berufung auf Artikel 100 Abs. 1 Satz 1 Grundgesetz dem Bundesverfassungsgericht zur Entscheidung vorzulegen (konkrete Normenkontrolle). Das Oberlandesgericht begründete dies damit, dass der Artikel 117 Abs. 1 Grundgesetz gegen die höherrangigen Verfassungsprinzipien der Rechtssicherheit und Gewaltenteilung verstoße. Die Verwirklichung des Artikel 3 Abs. 2 Grundgesetz setze angesichts der Vielfalt der möglichen Lösungen eine rechtsgestaltende Tätigkeit voraus. Es gebe keine rechtlichen, nur politisch-weltanschauliche Maßstäbe, nach denen könne aber nur der Gesetzgeber entscheiden. Die Verfassungsgeber hätten eine gesetzliche Regelung für unentbehrlich gehalten und ein Anpassungsgesetz bis zum 31. März 1953 sicher erwartet.
Bereits der Bundesgerichtshof (BGH) wies in seinem Urteil vom 14. Juli 1953 den Vorstoß des Oberlandesgerichts Frankfurt zurück und bekräftigte die Wirksamkeit des Gleichberechtigungsgrundsatzes nach Ablauf der definierten Frist. Anders als vom Oberlandesgericht vertreten, könne die Rechtssicherheit eben gerade nicht durch den Wegfall der Überleitungsfrist des Artikels 117 Abs. 1 Grundgesetz hergestellt werden. Ohne diesen Artikel wäre der Gleichberechtigungsgrundsatz schon mit Inkrafttreten des Grundgesetzes voll wirksam gewesen. Der BGH hob zudem hervor, dass das Oberlandesgericht „in Wahrheit die unmittelbare Geltung des Art. 3 Abs. 2“ infrage stelle. Diese Bestimmung auf die Bedeutung eines Programmsatzes zu beschränken, wäre eine „Sabotage der Grundrechte“ und könne nicht hingenommen werden.
Doch der erste Zivilsenat des BGH beließ es nicht bei dem Urteil. Der erste Präsident des Senats, Hermann Weinkauff, verfasste zum Sachverhalt ein viel beachtetes Gutachten auf knapp fünfzig Seiten, in dem er sich detailliert mit der Argumentation des OLG auseinandersetzte. Er betonte, dass die Umsetzung der Gleichberechtigung durch die Gerichte keinen Verstoß gegen die Gewaltenteilung oder den Grundsatz der Rechtssicherheit darstellte. Die rechtschöpferische Tätigkeit des Richters in Einzelfällen sei von der Setzung objektiven Rechts zu unterscheiden. Die Aufgabe, das bisherige Recht darauf zu überprüfen, ob es mit dem Grundsatz der Gleichberechtigung übereinstimme, sei zwar „‚außerordentlich schwierig“, liege jedoch nicht völlig außerhalb der üblichen Aufgaben der Richter und Richterinnen.

## Urteil

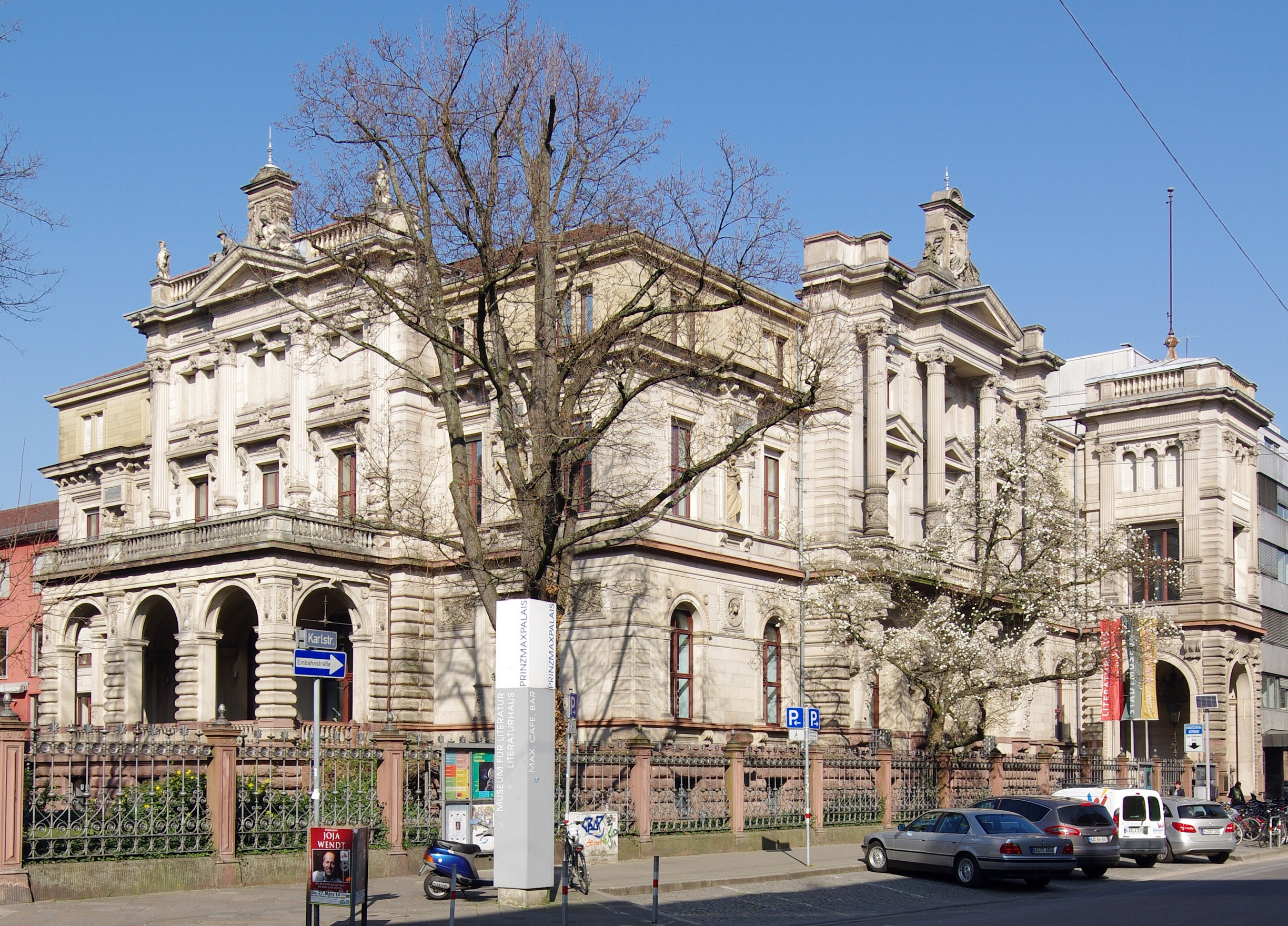
Amtssitz des Bundesverfassungsgerichts 1953: das Prinz-Max-Palais in Karlsruhe

Am 9. September 1953 ging der Fall beim Bundesverfassungsgericht ein. Scheffler wurde zur berichterstattenden Richterin für den Fall bestimmt. Im Bundesverfassungsgericht bestand zunächst Uneinigkeit, ob der Fall überhaupt angenommen werden sollte. Hermann Höpker-Aschoff, Präsident des Bundesverfassungsgerichts, bezeichnete die vom Oberlandesgericht vorgelegte Frage als „widersinnig“, denn bei Artikel 100 Abs. 1 Satz 1, mit dem das OLG seine Normenkontrollklage begründete, ging es um die Prüfung von Gesetzen, nicht um die Prüfung von Teilen der Verfassung selbst. Dieser Sicht widersprach Scheffler. Verfassungswidriges Verfassungsrecht sei theoretisch möglich und damit der Antrag nicht „widersinnig“, sondern zulässig.
Im Kanzleramt und bei den Parteien war noch vor Ablauf der Frist eine Verlängerung diskutiert worden. Dafür hätte Artikel 117 Absatz 1 angepasst werden müssen, wozu es einer Zwei-Drittel-Mehrheit im Bundestag bedurfte. Zu Beginn der zweiten Legislaturperiode des Deutschen Bundestags, am 23. November 1953, legte die Regierung im Bundestag einen Antrag vor, die Übergangsregelung mit Ausnahmen vom Gleichberechtigungsgrundsatz bis zum 31. März 1955 zu verlängern. Am gleichen Tag „ersuchte“ die Bundesregierung das Gericht, sein bereits angekündigtes Urteil auf unbestimmte Zeit wegen der geplanten Fristverlängerung zurückzustellen. Doch das Gericht ließ sich nicht auf eine Vertagung ein. Da die SPD nicht zustimmen wollte und es auch innerhalb der Regierungsparteien Scheu vor einer solchen Verfassungsänderung gab, kam die nachträgliche Fristverlängerung nicht zustande.
Der erste Senat des Bundesverfassungsgerichts gab am 18. Dezember 1953 sein Urteil bekannt, das im Wesentlichen auf Schefflers Entwürfe zurückgeht. Wie schon der BGH bestätigte das Gericht die Wirksamkeit von Artikel 117 Abs. 1 Grundgesetz. Das bürgerliche Recht auf dem Gebiete von Ehe und Familie, das Artikel 3 Abs. 2 Grundgesetz entgegenstehe, sei mit Ablauf des 31. März 1953 außer Kraft gesetzt. Das Bundesverfassungsgericht wies die Ansicht des Oberlandesgerichts Frankfurt zurück, dass Artikel 117 Abs. 1 gegen das Gebot der Gewaltenteilung und des Grundsatzes der Rechtssicherheit verstieß. Der Verfassungsgeber hätte das Recht, „um der Verwirklichung materialer Gerechtigkeit willen“ die „Rechtssicherheit in gewissem Umfang und für gewisse Zeit“ einzuschränken. Dies habe er getan und damit die nach Ablauf der Frist drohende Rechtsunsicherheit bewusst in Kauf genommen. Das Gericht betonte, dass ein „Rechtschaos“ nicht zu befürchten sei, da es sich bei Artikel 3 Abs. 2 des Grundgesetzes um eine „echte Rechtsnorm“ und keinesfalls um „einen nicht justiziablen Programmsatz“ handle. Den Gerichten sei insofern eine Konkretisierung zumutbar.
Das Bundesverfassungsgericht stellte zudem klar, dass der verfassungsrechtlich gebotene Schutz von Ehe und Familie nach Artikel 6 Abs. 1 Grundgesetz durch den Gleichberechtigungsgrundsatz nicht gefährdet sei. Es ergänzte dann aber, dass „im Hinblick auf die objektiven biologischen oder funktionalen (arbeitsteiligen) Unterschiede nach der Natur des jeweiligen Lebensverhältnisses“ Differenzierungen erlaubt seien.

## Auswirkungen
Mit der Entscheidung des Bundesverfassungsgerichts war Ende 1953 verbindlich klargestellt, dass der Gleichberechtigungsgrundsatz eine echte Rechtsnorm war und von der Rechtsprechung entsprechend die Verwirklichung der Gleichberechtigung mit durchzusetzen war. Die Folgenlosigkeit von Artikel 3 Abs. 2 Grundgesetz war damit abgewendet. Das Gericht machte damit auch deutliche Vorgaben für den weiteren Fortgang der Gesetzgebungsarbeit beim Gleichberechtigungsgesetz in der begonnenen zweiten Legislaturperiode des Deutschen Bundestages. Das Urteil fand vor dem Hintergrund der ausstehenden Familienrechtsreform viel Beachtung, sowohl in juristischen Fachzeitschriften als auch in den Tageszeitungen und im Rundfunk.
Nach dem Urteil standen die Gerichte bis zum Inkrafttreten des Gleichberechtigungsgesetzes am 1. Juli 1958 vor der Aufgabe, die Gleichberechtigung ohne einen gesetzgeberischen Akt zu realisieren. Die folgenden Entscheidungen waren zwar nicht einhellig, doch anders als von vielen erwartet, trat kein chaotischer Zustand ein. Die Gerichte orientierten sich weitgehend am Gleichberechtigungsgebot der Verfassung. Während es zu Beginn noch Divergenzen in der Rechtsprechung gab, kam es schon nach wenigen Monaten zu einer Konsolidierung: Die Gerichte gingen in der Regel von einem gesetzlichen Güterstand der Gütertrennung aus, wobei zunächst ungeklärt blieb, wie eine nicht erwerbstätige Frau während der Ehe und im Scheidungsfall am Gewinn der gemeinsamen Arbeit zu beteiligen sei. Beide Ehepartner trugen, so bewerteten es die Gerichte im Allgemeinen, zum Familienunterhalt bei. Der Beitrag des Mannes sei in der Regel die außerhäusliche Erwerbsarbeit, der Beitrag der Frau die Haushaltsführung und Kindererziehung. Elterliche Gewalt und gesetzliche Vertretung der Kinder wurden übereinstimmend den Eltern gemeinsam zugesprochen. Die Zeit vom 1. April 1953 bis 30. Juni 1958 wurde in der juristischen Fachliteratur später als „Interregnum“ und als Phase der „Gleichberechtigung durch Richterrecht“ bezeichnet.
Marike Hansen hat darauf hingewiesen, dass das Gleichberechtigungsurteil auf den ersten Blick für die Entwicklung der Emanzipation von Frauen ausschließlich förderlich war. In der Retrospektive sei jedoch zu erkennen, dass ein Teil der Urteilsbegründungen sich für die weitere Entwicklung einer „konsequenten Gleichberechtigung der Geschlechter“ hemmend ausgewirkt hat. Die Auffassung des Ersten Senats, dass es sich beim Gleichberechtigungsgrundsatz um ein Differenzierungsverbot handelte, half dabei, unmittelbare Diskriminierungen zu unterbinden. Dabei blieben aber geschlechtsneutrale Normen unberücksichtigt, die „sich in der Wirklichkeit geschlechtstypisch auswirken und so benachteiligend wirken können.“
Mit dem Urteil prägte das Bundesverfassungsgericht die Formel von den „objektiven biologischen oder funktionalen Unterschiede zwischen Männern und Frauen“, die in den folgenden Jahrzehnten alle Urteile des Gerichts zum Gleichberechtigungsgrundsatz durchzog. Wie die Rechtswissenschaftlerin Ute Sacksofsky herausgearbeitet hat, wurde in späteren Urteilen des Bundesverfassungsgerichts (zum Beispiel bei BVerfGE 10, 59 zum väterlichen Stichentscheid) klar, dass das Gericht hierbei nur an sehr begrenzte Bereiche der Differenzierung gedacht hatte. Beispiele sind die Bestimmungen zum Schutze der Frau als Mutter und Regelungen über die besondere Art ihrer Leistungen für die Familiengemeinschaft.
Marion Eckertz-Höfer, Präsidentin des Bundesverwaltungsgerichts, schrieb sechzig Jahre später über das Urteil, dass dem Bundesverfassungsgericht damit eine „kopernikanische Wende“ gelungen sei, deren Tragweite nicht hoch genug eingeschätzt werden könnte. Das Urteil, so Eckertz-Höfer, „erschütterte das patriarchalisch ungebrochene Weltbild“. Es war der Beginn einer langen Kette von Entscheidungen von Gerichten (nach Eckertz-Höfers Zählung mehr als hundert), die auf dem Gleichberechtigungsgrundsatz basieren.
Dieter Grimm, ehemaliger Bundesverfassungsrichter, beschrieb 2022 den Gleichberechtigungsgrundsatz als „besonders eindrucksvolles Beispiel“ dafür, dass es „mit der Aufnahme eines Prinzips in die Verfassung noch nicht getan ist“. Erst das Bundesverfassungsgericht mit seiner Auffassung, dass es an der Rechtsfolge von Artikel 117 Abs. 1 Grundgesetz „nichts zu deuteln“ gebe, hätte dem Grundsatz zur Wirkung verholfen. Die Gleichberechtigung hätte sich zwar auf Dauer nicht aufhalten lassen, doch ohne das Bundesverfassungsgericht „wäre sie in den fünfziger und wahrscheinlich auch in den sechziger Jahren nicht eingetreten.“ Grimm kritisierte zudem, dass auch in neueren Gesamtdarstellungen der Geschichte der Bundesrepublik die „umwegreiche Verwirklichung [des Prinzips der Gleichberechtigung] und die Rolle, die das Bundesverfassungsgericht dabei einnahm“ kaum behandelt werde.